# Aholansaari (ö i Norra Savolax)
Aholansaari är en ö i Finland. Den ligger i sjön Syväri och i kommunen Kuopio i den ekonomiska regionen  Kuopio ekonomiska region  och landskapet Norra Savolax, i den centrala delen av landet, 400 km norr om huvudstaden Helsingfors. Öns area är 1,46 kvadratkilometer och dess största längd är 2,3 kilometer i sydöst-nordvästlig riktning.